# Општина Каржици (Хунедоара)
Каржици (рум. Cârjiţi) општина је у Румунији у округу Хунедоара.
Oпштина се налази на надморској висини од 420 m.